# カオ・キム・ホルン
カオ・キム・ホルン（クメール語: កៅ គឹមហួន, ラテン文字転写: Kao Kim Hourn, 1966年5月28日 - ）は、カンボジアの政治家、国際政治学者。外務・国際協力省長官（副大臣）、カンボジア国際関係研究所諮問委員会副議長、首相補佐特命大臣を歴任し、一貫してASEAN問題を担当する。またカンボジア大学共同創設者として、同大学学長および政治学教授を務める。政治学博士。
カウ・クムフオン（Kau Gẏmhuan）とも表記される。

## 経歴
カオは1966年、コンポンチャム州 Koh Sotin 郡において学校教師の子として生まれた。ポル・ポト政権時代、彼の家族はバッタンバン州の水田で働かされ、政権崩壊後はタイ国境近くの難民キャンプで数年を過ごし、やがてアメリカ合衆国に移住した。
1985年7月に米国バージニア州・ハーンドン高校を卒業し、1989年5月にはテキサス州・ベイラー大学を卒業してアジア学学士 (B.A., Asian Studies) を取得した。同年、オハイオ大学のナショナル・フェローシップ奨学生に選ばれて2年間を修士課程で過ごし、1991年3月に国際問題学修士 (M.A., International Affairs)、同年6月に政治学修士 (M.A., Political Science) を取得した。同年、ハワイ大学の博士課程に進学。
カンボジア和平後の1993年1月に帰国すると、まず初めに「アジア財団」の支援に基づき国連平和維持活動に関する調査活動を行った。1994年には非政府系シンクタンク・カンボジア平和協力研究所 (CICP) 所長に就任したが、このときの研究所はまだ書類上の存在であり、「1つの部屋、1卓のテーブル、2脚の椅子、1台のファックス機」しか与えられていなかった。また2001年からは王国政府外務・国際協力省顧問（次官級）を兼ね、両職を2004年まで務める。2001年5月、学位論文「カンボジアの対外政策とASEAN－非提携から加盟国へ」を執筆し、ハワイ大学マノア校において政治学博士 (Ph.D., Political Science) を取得した。
2003年、首都プノンペンにカンボジア大学を設立し、以降は同大学学長および政治学教授を務める。
2004年、王国政府の外務・国際協力省長官に任命され、閣僚会議事務局付属カンボジア国際関係研究所諮問委員会副議長を兼ねた。
2007年7月、オハイオ大学より公益事業学名誉博士 (Honorary Doctor of Public Service) を贈られた。
2013年9月総選挙の後、カオはフン・セン新内閣の首相補佐特命大臣に任じられ、9月24日の第5期国民議会により承認された。その後、2016年4月4日の内閣改造でも留任する。
2023年1月、ASEAN事務総長に任命されたことにより、首相補佐特命大臣を辞することとなった。

## 著書
- Whispering in the Ears of Power: The Role of ASEAN Track-Two Diplomacy (Phnom Penh: CICP, 2003).
- Cambodia’s Foreign Policy and ASEAN: From Nonalignment to Engagement (Phnom Penh: CICP, 2002).
- “Cambodia’s Security in 2001,” in Christopher A. McNally and Charles E. Morrison (Tokyo: JCIE, 2001) and “Cambodia’s Security in 2000,” in Richard Baker and Charles Morrison, eds., Asia Pacific Security Outlook 2000 (Tokyo: JCIE, 2000).
- “The Challenges of Intervention for Cambodian Think Tanks,” in Diane Stone, ed., Banking on Knowledge: The Genesis of the Global Development Network (London: Routledge, 2000).
- The Greater Mekong Subregion and ASEAN: From Backwaters to Headwaters, co-edited with Jeffrey A. Kaplan, (Phnom Penh: CICP, 2000).
- Principles under Pressure: Cambodia and ASEAN’s Non-Interference Policy, co-edited with Jeffrey A. Kaplan (Phnom Penh: CICP, 1999).
- ASEAN-10 is Born: Commemorating Cambodia’s Entry into ASEAN, compiled (Phnom Penh: CICP, 1999).
- Cambodian Approach to Conflict Resolution, co-authored with Samraing Kamsan, (Phnom Penh: CICP, 1998).
- Dynamo or Dynamite?: Cambodia’s Future in ASEAN, co-edited with Jeffrey A. Kaplan, (London: ASEAN Academic Press, 1998).
- “Cambodia and the International Community: The Road Ahead,” in Frederick Z. Brown and David G.  Timberman (eds.) Cambodia and the International Community: The Quest for Peace, Development, and Democracy, (New York and Singapore: Asia Society and Institute of Southeast Asian Studies, 1998).
- Peace and Cooperation in ASEAN: Alternative Paradigms, co-edited with Din Merican, London: ASEAN Academic Press, 1997.
- ASEAN Free Trade Agreement: Implications and Future Directions, co-edited with Sara Kanter, London: ASEAN Academic Press, 1997.